# Żarki
Żarki jsou město v jižním Polsku ve Slezském vojvodství v okrese Myszków, sídlo městsko-vesnické gminy. Geograficky se nachází na vysočině Čenstochovská jura patřící do pohoří Krakovsko-čenstochovská jura, jež je součástí geomorfologického nadcelku Slezsko-krakovská vysočina. V roce 2023 zde žilo 4 325 obyvatel.

## Historie
První písemná zmínka o místu pochází z let 1325 až 1327. Městská práva získalo před rokem 1382. Żarki přišly o městská práva kvůli účasti obyvatel v Lednovém povstání. Během Druhé světové války zde zahynulo mnoho Židů a Poláků a aktivně zde působili partyzáni (Armija Krajowa). V roce 1949 se Żarki staly znovu městem. V letech 1975-1998 byly Żarki součástí dnes již zaniklého Čenstochovského vojvodství.

## Členění města
Město má 5 částí:
- Czarka
- Leśniów
- Olesiów
- Połomia Żarecka
- Przewodziszowice

## Geologie a příroda
Żarki se nacházejí v krajinném parku Park Krajobrazowy Orlich Gniazd s mnoha turisticky atraktivními vápencovými skalními a krasovými útvary.

## Vodstvo
Místní vodstvo patří do povodí řeky Warta, přítoku veletoku Odra v úmoří Baltského moře.

## Doprava
Ve městě jsou také turistické a cykloturistické trasy směřující převážně na Wyżynu Częstochowskou.

## Galerie

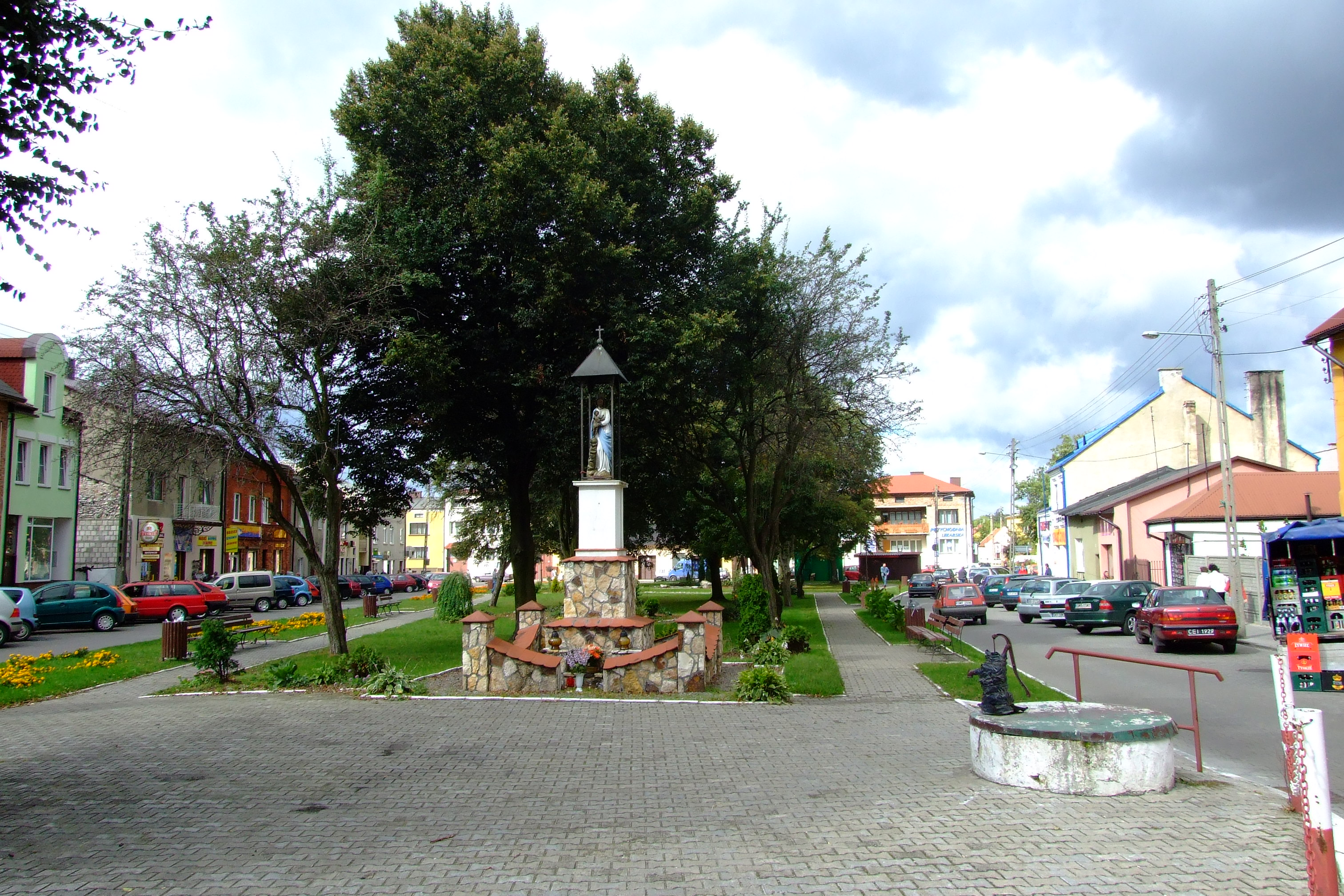
Náměstí
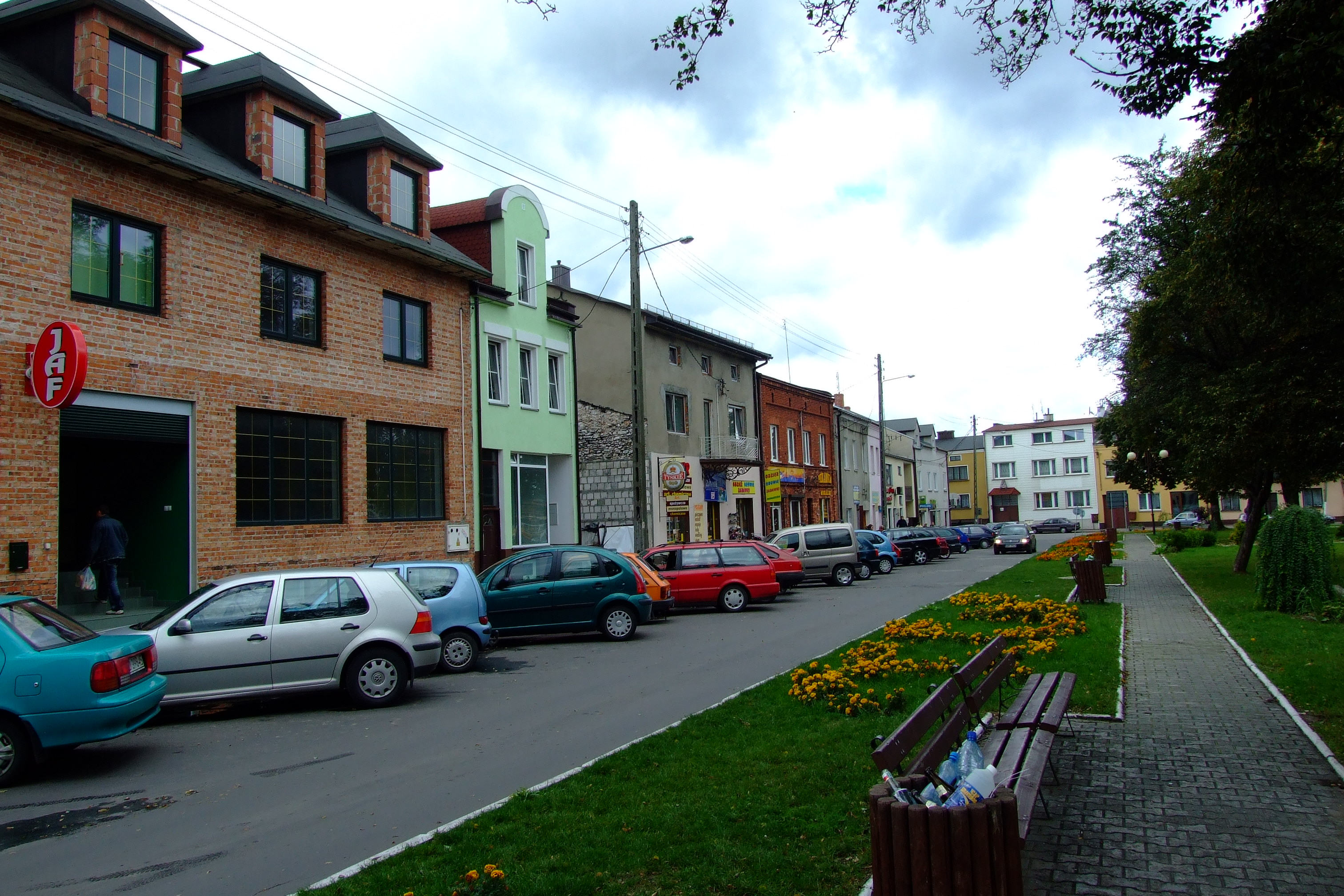
Náměstí
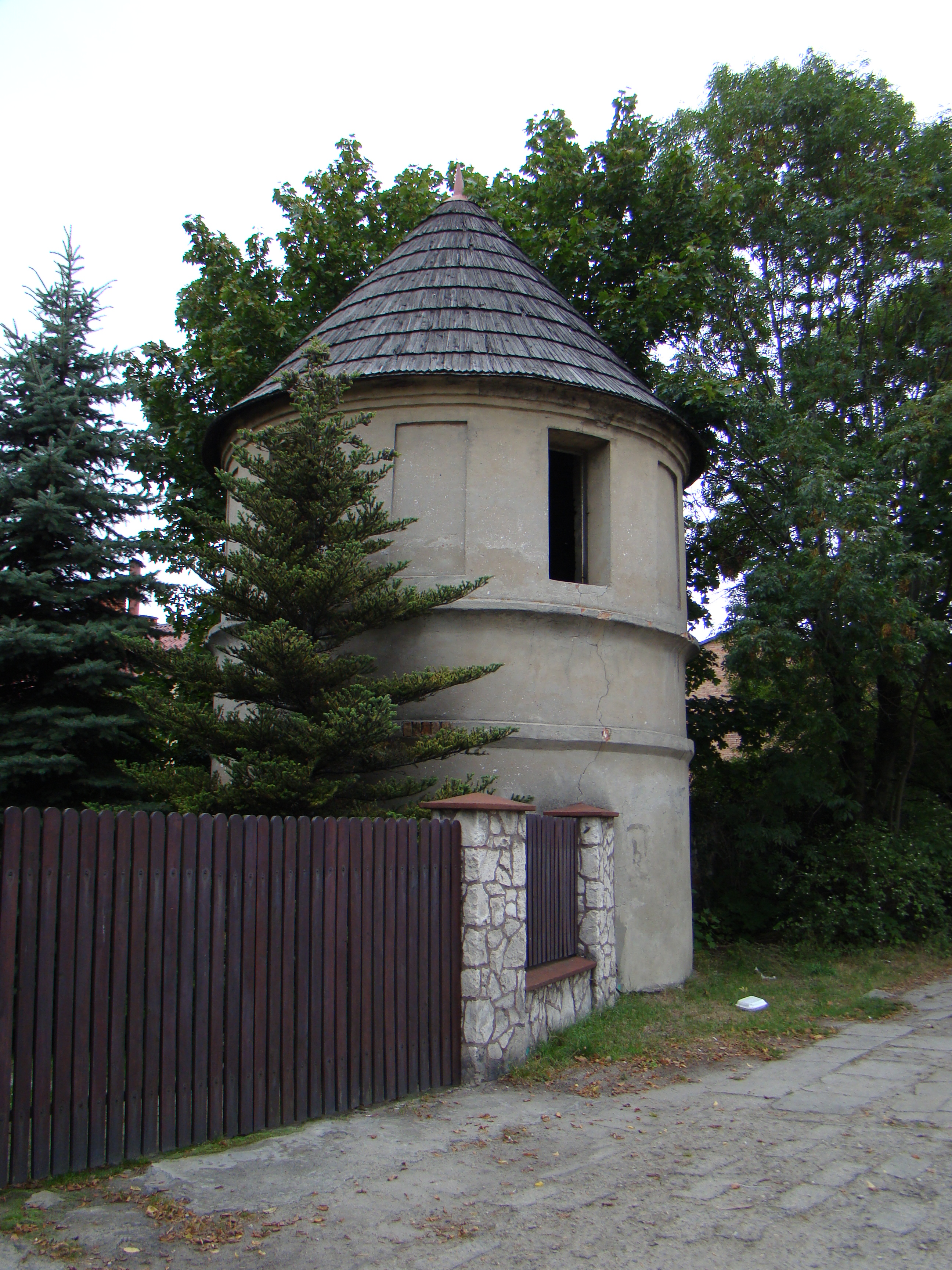
Bašta
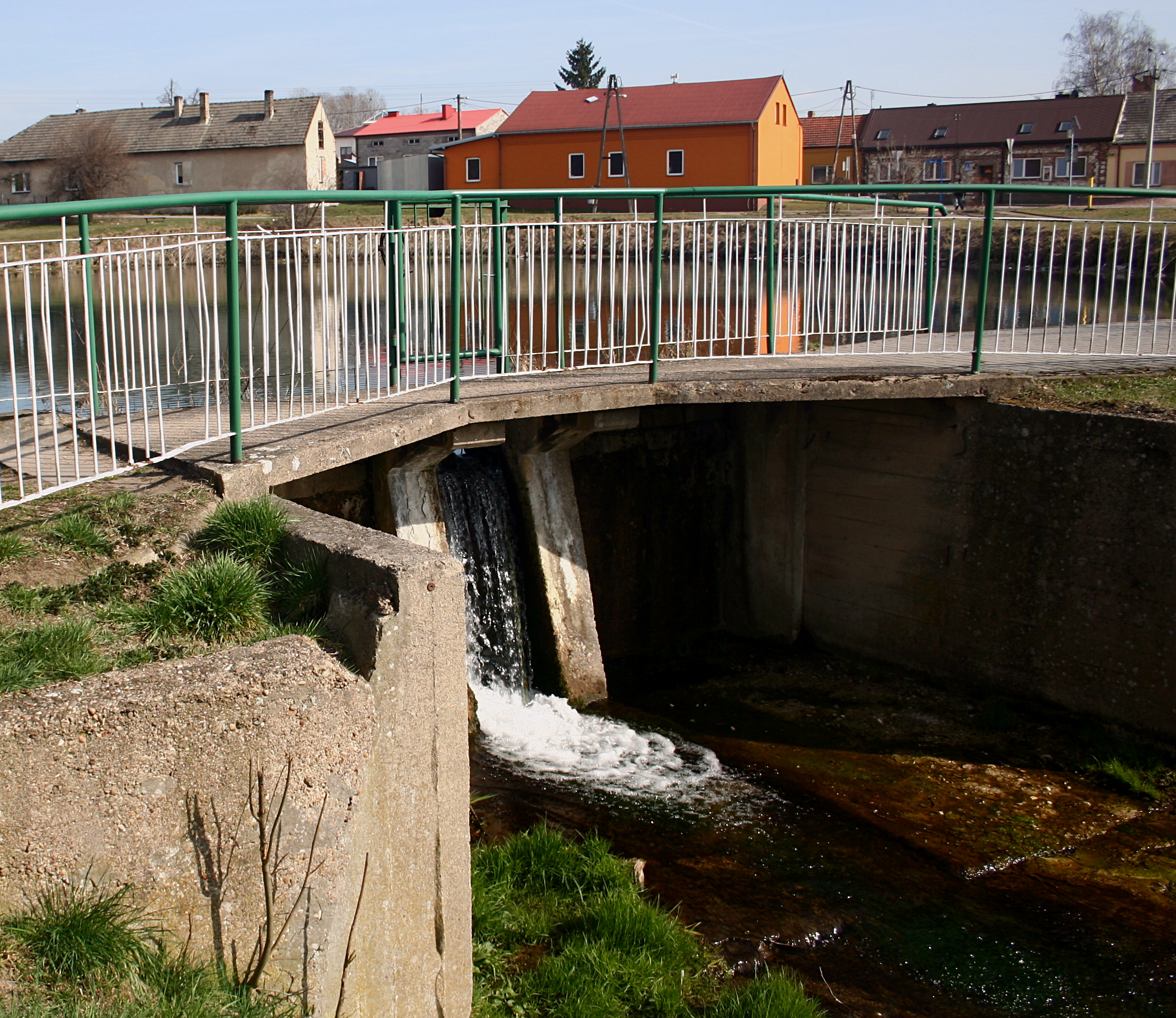
Černá strouha
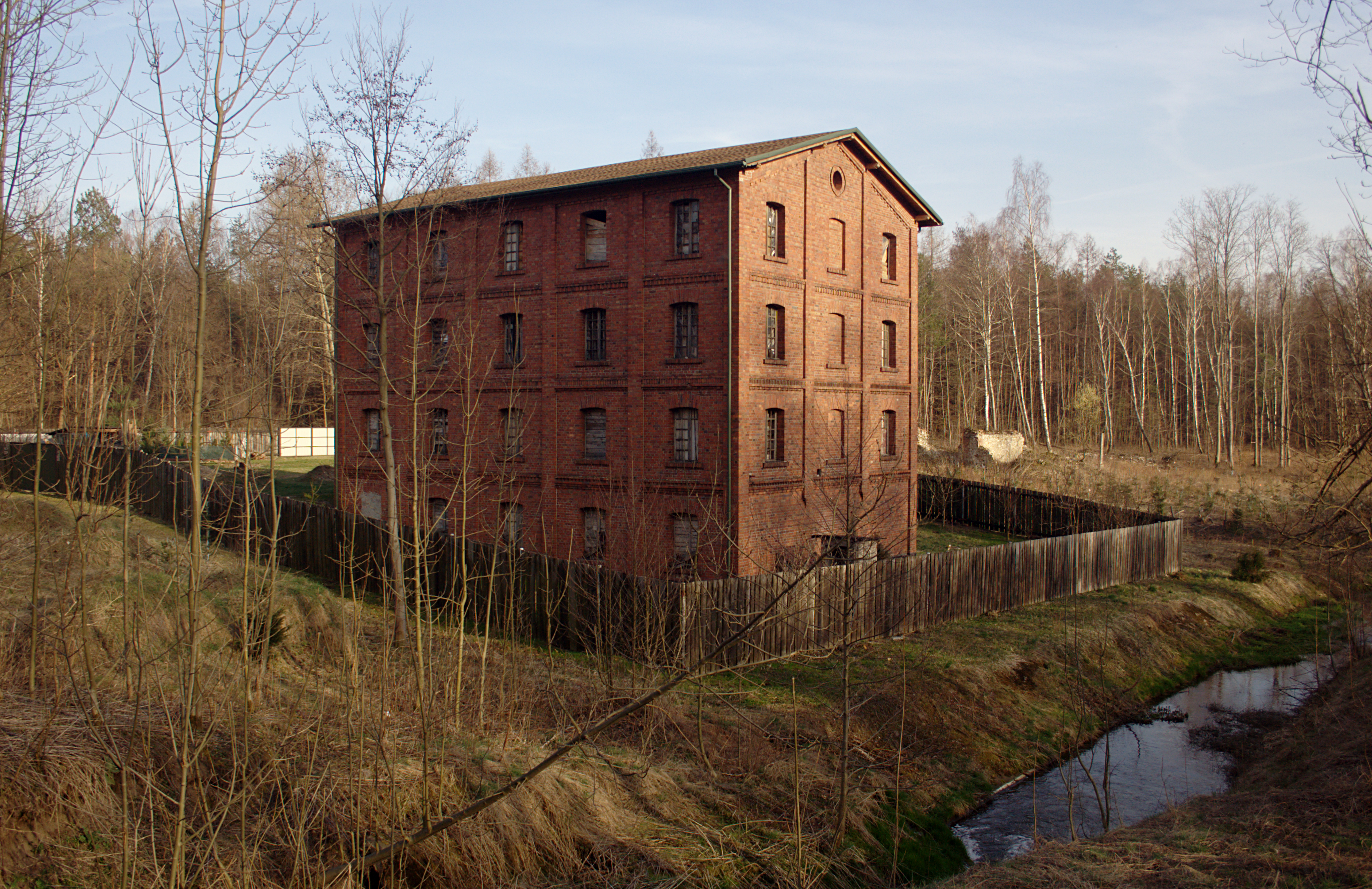
Bývalý mlýn